# Valognes
Cet article possède des paronymes, voir Jalognes et Varogne.
Valognes, est une commune française, située dans le département de la Manche en Normandie, peuplée de 6 896 habitants.
La ville fut depuis le Moyen Âge et jusqu'au XVIIIe siècle la capitale administrative du Cotentin, ville royale et centre juridique regroupant beaucoup d'offices que se disputèrent les nobles de la région. À partir du règne de Louis XIV, la mode, avec Versailles et la vie de cour, incite les nobles à venir s'établir en ville et c'est à Valognes qu'elle se développera, avec la construction de nombreux hôtels particuliers. Ce qui lui vaut le surnom de « Versailles normand ».

## Géographie

### Localisation
Valognes est située au cœur de la péninsule du Cotentin, à 20 km au sud-est de Cherbourg-en-Cotentin, dans la vallée du Merderet. La ville s'est construite sur un nœud routier important depuis l'antiquité. Les bâtiments sont construits en calcaire de Valognes.
| Saint-Joseph  | Tamerville                | Tamerville                 |
| Yvetot-Bocage | Valognes                  | Huberville                 |
| Lieusaint     | Lieusaint, Flottemanville | Huberville, Flottemanville |

### Hydrographie
La commune est située dans le bassin Seine-Normandie. Elle est drainée par le Merderet, la rivière de Gloire, le cours d'eau 02 de la commune de Yvetot Bocage, le cours d'eau 02 du Taillis, le cours d'eau 03 de la commune de Yvetot Bocage, le cours d'eau 04 d'Ecoute S'Il Pleut, le cours d'eau 08 de la commune Yvetot Bocage, le cours d'eau 13 de Gloire, l'Écoute Sil Pleut, le fossé 01 de la commune de Valogne, le fossé 01 du Rond Pillet, la rivière de Gloire, le ruisseau Boissy et divers autres petits cours d'eau,.
Le Merderet, d'une longueur de 36 km, prend sa source dans la commune de Tamerville et se jette  dans la Douve en limite de Beuzeville-la-Bastille et de Sainte-Mère-Église, après avoir traversé 17 communes. 

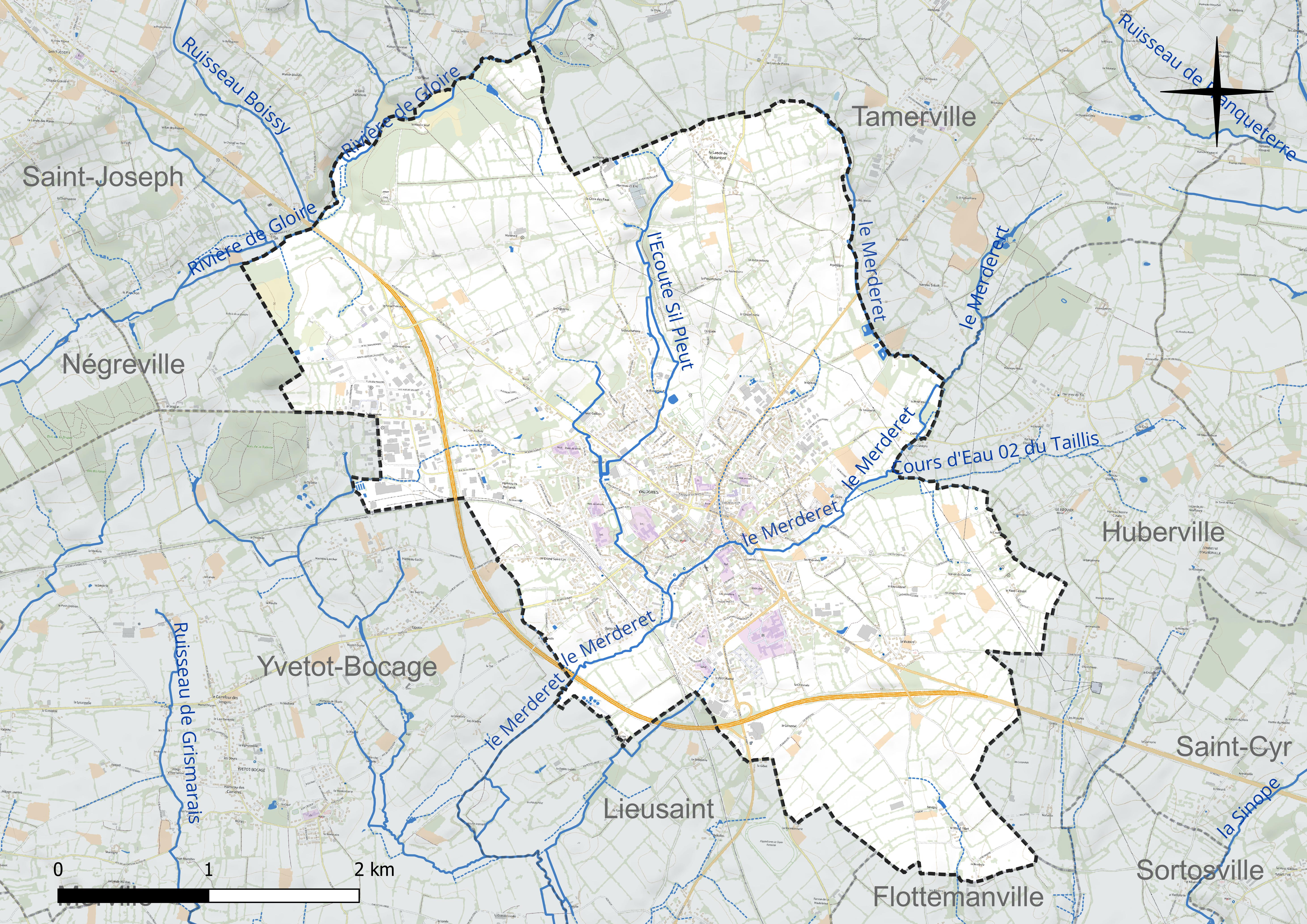
Réseau hydrographique de Valognes.

La rivière de Gloire, d'une longueur de 18 km, prend sa source dans la commune de Saussemesnil et se jette  dans la Douve à Négreville, après avoir traversé cinq communes. 

### Climat
Pour des articles plus généraux, voir Climat de la Normandie et Climat de la Manche.
En 2010, le climat de la commune est de type climat océanique franc, selon une étude du CNRS s'appuyant sur une série de données couvrant la période 1971-2000. En 2020, Météo-France publie une typologie des climats de la France métropolitaine dans laquelle la commune est exposée à un climat océanique et est dans la région climatique Normandie (Cotentin, Orne), caractérisée par une pluviométrie relativement élevée (850 mm/a) et un été frais (15,5 °C) et venté. Parallèlement le GIEC normand, un groupe régional d’experts sur le climat, différencie quant à lui, dans une étude de 2020, trois grands types de climats pour la région Normandie, nuancés à une échelle plus fine par les facteurs géographiques locaux. La commune est, selon ce zonage, exposée à un « climat maritime », correspondant au Cotentin et à l'ouest du département de la Manche, frais, humide et pluvieux, où les contrastes pluviométrique et thermique sont parfois très prononcés en quelques kilomètres quand le relief est marqué.
Pour la période 1971-2000, la température annuelle moyenne est de 11 °C, avec une amplitude thermique annuelle de 11,2 °C. Le cumul annuel moyen de précipitations est de 874 mm, avec 13,6 jours de précipitations en janvier et 7,2 jours en juillet. Pour la période 1991-2020, la température moyenne annuelle observée sur la station météorologique la plus proche, située sur la commune de Gonneville-Le Theil à 14 km à vol d'oiseau, est de 11,0 °C et le cumul annuel moyen de précipitations est de 940,4 mm,. Pour l'avenir, les paramètres climatiques de la commune estimés pour 2050 selon différents scénarios d’émission de gaz à effet de serre sont consultables sur un site dédié publié par Météo-France en novembre 2022.

## Urbanisme

### Typologie
Au 1er janvier 2024, Valognes est catégorisée petite ville, selon la nouvelle grille communale de densité à sept niveaux définie par l'Insee en 2022.
Elle appartient à l'unité urbaine de Valognes, une agglomération intra-départementale regroupant deux communes, dont elle est ville-centre,,.
Par ailleurs la commune fait partie de l'aire d'attraction de Cherbourg-en-Cotentin, dont elle est une commune de la couronne,. Cette aire, qui regroupe 77 communes, est catégorisée dans les aires de 50 000 à moins de 200 000 habitants,.

### Occupation des sols
L'occupation des sols de la commune, telle qu'elle ressort de la base de données européenne d’occupation biophysique des sols Corine Land Cover (CLC), est marquée par l'importance des territoires agricoles (73 % en 2018), en diminution par rapport à 1990 (78,9 %).
La répartition détaillée en 2018 est la suivante : prairies (50,2 %), zones urbanisées (16,8 %), zones agricoles hétérogènes (11,8 %), terres arables (11 %), zones industrielles ou commerciales et réseaux de communication (9,8 %), forêts (0,3 %).

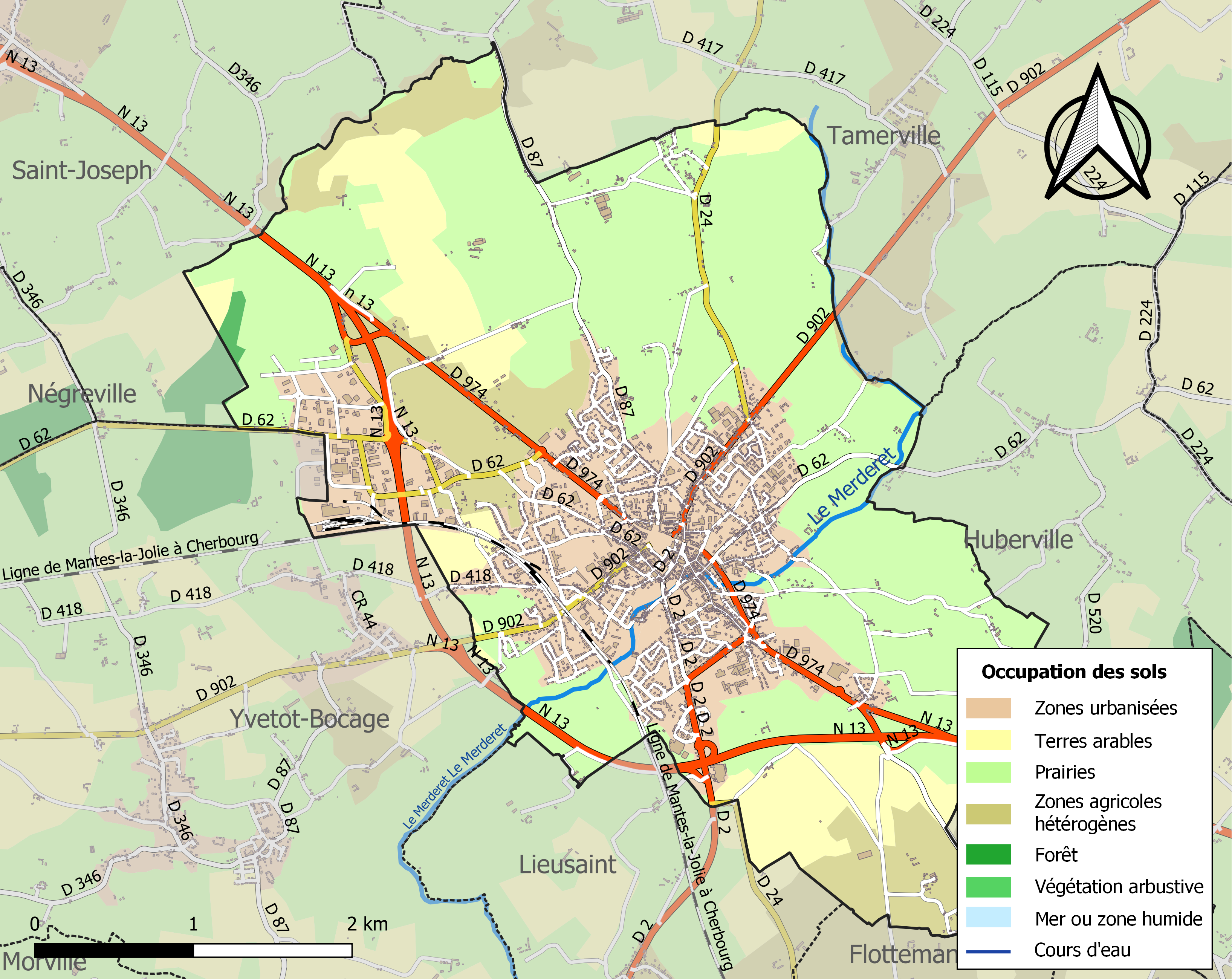
Carte des infrastructures et de l'occupation des sols de la commune en 2018 (CLC).

L'évolution de l’occupation des sols de la commune et de ses infrastructures peut être observée sur les différentes représentations cartographiques du territoire : la carte de Cassini (XVIIIe siècle), la carte d'état-major (1820-1866) et les cartes ou photos aériennes de l'IGN pour la période actuelle (1950 à aujourd'hui).

### Voies de communication et transports

#### Voies de communication
La route nationale 13 dessert Valognes, qu'elle contourne par l'ouest. La portion Cherbourg-Valognes-Carentan se confond avec les routes européennes E3 et E46.

#### Transports
La commune est associée au transport en commun départemental par bus (Manéo) via les lignes :
- 001 : Cherbourg-en-Cotentin - Valognes - Carentan - Saint-Lô ;
- 101 : Valognes - Saint-Vaast-La-Hougue - Barfleur ;
- 104 : Valognes - Bricquebec - Cherbourg-en-Cotentin ;
- 105 : Portbail - Barneville-Carteret - Bricquebec - Valognes ;
- 105a : Rauville-la-Bigot - Sottevast - Négreville - Valognes ;
- 106 : Montebourg - Valognes - Périers - Coutances ;
- 300 : Mortain - Saint-Hilaire-du-Harcouët - Avranches - Cherbourg-en-Cotentin ;
- 302 : Granville - Coutances - Cherbourg-en-Cotentin.

## Toponymie
Le nom de la localité est attesté sous les formes Manuine (cacographie probable pour *Wanuine ou *Waluine) en 996 - 1008 (copie XVIIe siècle), Valongias en 1027 (copie XVIIe siècle), in Valoniis en 1056 - 1066 (copie XIIIe siècle), de Valoniis en 1063 - 1066 (copie XIIIe siècle), de Valonis en 1146, Valuignes/Valoignes et Valuinnes vers 1175, puis Waluine, Valongias et Valungia au XVIIe siècle,.
Selon la majorité des toponymistes, il s'agit d'un type toponymique celtique (gaulois) dont le caractère exact pose un certain nombre de problèmes.
François de Beaurepaire rapproche Valognes du nom de la Valouine, jadis Valognes à Osmoy-Saint-Valery (Seine-Maritime, Valoines, Valunnes XIIe siècle), de Valonne (Doubs, Valoines 1316) et de Valogne à Sommant (Saône-et-Loire), dans lesquels il croit reconnaître Vallonia, la déesse des vallées que saint Augustin mentionne dans la Cité de Dieu (IV,8) et dont le culte semble prouvé par diverses inscriptions dans le monde celtique : Vallaunius CIL VII, 126 (Angleterre) ; Vallauno CIL III 10951 (Autriche) ; Ocello Vellauno Evans 277, etc.
Se référant à la table de Peutinger, Ernest Nègre propose l'origine du toponyme par la juxtaposition val-alaun-ia[pas clair]. René Lepelley justifie une forme Valonia qu'il décompose en Val- « val, vallée », suivi d'un suffixe -onia, par la construction d'une nouvelle cité dans la vallée du Merderet après la destruction d'Alauna de situation plus élevée, aujourd'hui Alleaume,.

## Histoire

### Antiquité
Des fouilles pratiquées au lieu-dit La Victoire, notamment à l'emplacement de l'actuel centre commercial Leclerc, ont mis au jour une occupation gauloise.
L'ancienne cité gallo-romaine d'Alauna, à proximité de la ville moderne de Valognes, est fondée à l'époque augustéenne. D'une superficie estimée d'environ 45 ha, elle est peut-être chef-lieu de civitas sous le Haut-Empire romain. Elle est vraisemblablement abandonnée au IIIe siècle.
La ville antique comprend des quartiers d'habitations et de nombreux monuments. Parmi ceux-ci, seuls subsistent les vestiges de thermes, classés au titre des monuments historiques et aménagés en jardin archéologique, et ceux d'un édifice de spectacles, recouvert par des pâturages et des haies.
En 2021, un buste représentant un visage masculin à la barbe fleurie et coiffé d'une couronne végétale, utilisé en réemploi dans la maçonnerie d'une remise du XIXe siècle de la rue de Poterie dans le quartier du Gravier, et laissant penser à une représentation de « Bacchus ou d'un membre de son thiase, de préférence Silène », a rejoint les collections d'antiquités et d'objets d'art de la ville. Le buste en calcaire local, haut de 55 cm, pourrait provenir d'un monument romain d'Alauna.

### Moyen Âge
La ville fut prise et incendiée au IXe siècle lors des raids vikings. En 933, elle est cédée avec le Cotentin par le roi des Francs, Raoul, aux ducs de Normandie.
À l'aube de l'an mil, la ville se développe, devenant une résidence ducale. La curtis de Valognes fait partie du douaire de la duchesse Adèle, constitué vers 1025-1026 lors du mariage de Richard III de Normandie. 
En 1046, le jeune duc de Normandie Guillaume, alors âgé de dix-neuf ans, alors qu'il réside dans ce qui n'est encore qu'un relais de chasse est averti d'une conspiration ourdie contre lui par une partie de barons normands qui refuse son autorité. C'est à Valognes que fut signé le 8 décembre 1174 un traité, dit « Traité de Valognes » entre le duc de Normandie et roi d'Angleterre, Henri II, et le roi d'Écosse, Guillaume le Lion, qu'il avait fait prisonnier à Alnwick et qu'il obligea à reconnaître l'Écosse comme vassale de l'Angleterre. À noter que Valognes est alors un des centres du pouvoir royal où Henri II tient fréquemment sa cour, signe des traités et administre ses domaines, entouré de nombreux seigneurs et de grands prélats.
En 1204, Valognes avec le reste de la Normandie passe dans le domaine royal. La ville reçoit en avril 1256 la visite de Saint Louis.
Une foire annuelle dite de la Sainte-Croix se tenait le 9 novembre.

#### Guerre de Cent Ans
Au cours de la première phase de la guerre de Cent Ans, l'armée d'Édouard III d'Angleterre, fraîchement débarquée à la Hougue le 12 juillet 1346, avant d'entamer sa route vers Paris prend Valognes qui est pillée le mardi 18 juillet 1346. Les nobles n'ayant opposés aucune résistance, aucun valognais ne fut tué. Le roi d'Angleterre coucha au château, tandis que son fils, le Prince Noir, réside au manoir l'Évêque. Violant l'édit du roi, le mercredi 19 juillet, à l'aube, la ville fut brûlée par des pillards sortis de l'armée.
C'est encore à Valognes qu'est signé le 10 septembre 1355 un traité entre Charles le Mauvais et le roi de France Jean le Bon, afin de « mieux définir la place du roi de Navarre à l'intérieur du royaume de France » qui fait suite et confirme celui de Mantes, et qui laisse au Navarrais, qui soutenait l'envahisseur anglais, le clos du Cotentin avec la ville de Cherbourg, les vicomtés de Carentan, Coutances et Valognes et cent mille écus, devenant ainsi le vassal du roi de France.
Après sa victoire en 1364 contre les Navarrais lors de la bataille de Cocherel, Bertrand du Guesclin est envoyé en Normandie par le roi de France et commence par le siège de Valognes. La garnison de la place appelle alors à son secours celle de Saint-Sauveur commandée par Jean Chandos. Elle finit toutefois par se rendre le 10 juillet 1364. Du Guesclin reste huit jours au château avant d'être rappelé par Charles de Blois à Auray, mais dès l'année suivante, par le traité d'Avignon la place de Valognes sera remise entre les mains du roi de Navarre. Le 26 avril 1378, le capitaine Guillaume de La Haye fait sa soumission au roi de France Charles V, mais son fils Charles VI rend en 1386 Valognes au roi de Navarre qui la lui restitue le 9 juin de la même année.
En 1405, à la suite d'un nouveau débarquement anglais à la Hougue, la ville est abandonnée par la plupart de ses habitants.
En 1413, avec la reprise de la guerre, Valognes dut subir la domination anglaise et sera de 1418 à 1449 sous le commandement du capitaine Thomas Burgh[réf. nécessaire]. En 1448 la ville a comme capitaine pour le compte des Anglais, Jean de Robersart, un seigneur du Hainaut.
Alors que la Normandie est en passe d'être reconquise par le royaume de France, le 15 mars 1450, Thomas Kyriell débarque à Cherbourg à la tête d'une armée de secours dans l'objectif de gagner Caen, où c'est retranché le duc de Somerset. Valognes, récemment conquise par les Bretons, se trouve sur son passage et est assiégée à la mi-mars pendant trois semaines. La place, tenu par un capitaine nommé Abel Rouault, ne disposant que d'une petite garnison, et faute d'avoir été secourue, capitule le 9 ou 10 avril
En 1466, la ville est donnée à Jeanne de Valois (1447-1519), fille bâtarde de Louis XI, à la suite de son mariage avec l'amiral Louis de Bourbon-Roussillon (1450-1487).

### Temps modernes
À partir du XVe siècle, elle abrite plusieurs congrégations religieuses : des franciscains (cordeliers) de 1468 à la Révolution, des capucins de 1630 à la Révolution, des bénédictines de 1626 à 1792, puis à nouveau en 1810.
Au début des guerres de Religion, la ville est fermement tenue par le maréchal de Matignon (1525-1598) fervent catholique. Le 15 juin 1562, en représailles à la suite des massacres de protestants le dimanche 7 juin, ces derniers, sous le commandement du seigneur Sainte-Marie d'Agneaux et d'Henri Robert aux Épaules, entrent dans Valognes avec une troupe de 700 cavaliers, et brisent dans les jours qui suivent les ornements et les statues de l'église Saint-Malo. Le 18 juin, c'est au tour du couvent des Cordeliers d'être saccagé, avec l'assassinat d'un des religieux, le frère Guillaume Le Cervoisier qui tentait de protéger les vases sacrés.
Lors de la cinquième guerre de Religion, le 24 mars 1574, Gabriel Ier de Montgommery chef des protestants s'empare de la ville et entreprend le siège du château de Valognes, qu'il lèvera au bout de seize jours à l'annonce de la venue de Matignon. Parmi les défenseurs de la place commandés par Guillaume d'Anneville, seigneur de Chiffrevast (1538-1587), ont trouve son frère, Henri d'Anneville († 1588) et Nicolas Lefebvre.
En 1649 pendant la Fronde, le comte de Matignon, François Goyon de Matignon, fait le siège du château de Valognes pour le compte des Frondeurs. À la tête de six à huit mille hommes, il commence le siège le 20 mars, soutenu par la milice des bourgeois de Cherbourg dirigée par Callières et l'artillerie le 23. Le gouverneur de la place, le marquis de Bellefonds, avec une dizaine de seigneurs fidèles, dont Charles Castel, et une centaine d'hommes, s'enferme dans la place. Après quinze jours de siège, il se rend le 5 avril,. Le château sera démantelé sous le règne de Louis XIV. Celui-ci avait engagé le domaine et vicomté de Valognes au comte de Toulouse, Louis-Alexandre de Bourbon,.
La ville prospère durant le XVIIe et XVIIIe siècles et devient la ville principale du Cotentin. En 1631, est entreprise la construction d'une abbaye, suivie d'un séminaire. Les familles nobles y construisent de beaux hôtels particuliers. Alain-René Lesage dans sa pièce Turcaret (1709) en parle, bien qu'ironiquement, comme d’un « petit Paris ». Le personnage du marquis déclare : « Savez-vous bien qu'il faut trois mois de Valognes pour achever un homme de cour ? » (Acte V, scène 6). La croissance de Cherbourg lui fera perdre peu à peu son influence territoriale.
En 1773, la ville devient le chef-lieu du bailliage au détriment de Brix. En 1786 est créée à Valognes la loge maçonnique « Union militaire », réservée à la noblesse principalement d'épée, qui recrute parmi les possesseurs des plus beaux hôtels de la ville et des châteaux des environs. C'est ainsi qu'on y retrouve : Charles et Bernard Hüe de Caligny, Le Courtois de Sainte-Colombe, du Poërier de Portbail, du Parc de Barville, François-Antoine-Henri d'Anneville de Chiffrevast. Parallèlement est créée la loge dite « d'adoption », réservée aux épouses et animée par Rose Chrétienne d'Aubigny qui reçoit ses « sœurs » dans son hôtel de la rue des Religieuses.

### Révolution française et Empire
Elle fut chef-lieu de district de 1790 à 1795 et d'arrondissement de 1800 à 1926, date de la suppression de 106 arrondissements.

### Époque contemporaine

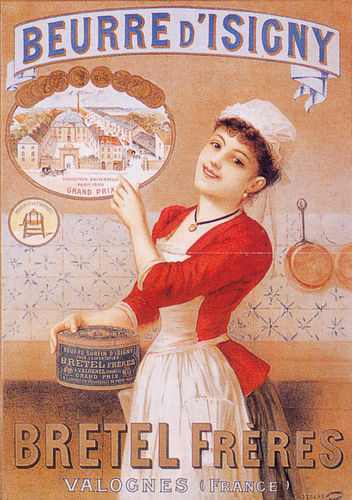
Publicité pour le beurre d'Isigny fabriqué à Valognes, 1900.

Son économie se développe autour de l'industrie laitière, dont la société Bretel frères puis Valco, et profite de la spécialisation du Val de Saire dans le maraichage.
Pendant la Seconde Guerre mondiale, un lieu d'internement y fut établi, dans lequel des femmes tsiganes furent stérilisées de force.
Valognes a beaucoup souffert au cours de la bataille de Normandie, particulièrement lors des bombardements de juin 1944. L’église Saint-Malo du XIVe siècle, qui a abrité le seul dôme (1612) d’architecture gothique de France, est en grande partie détruite pendant la bataille. De même, sur les quatre-vingt dix hôtels particuliers que comptait la ville en 1789 et qui faisaient sa renommée, seule une quarantaine ont survécu, après restauration. Valognes est libérée le 20 juin 1944. La ville de Valognes est décorée de la Croix de guerre 1939-1945.

### Liste des vicomtes de Valognes
- (…1269…) : Robert d’Aubergenville
- (…1283…) : Pierre de Bailleus (Bailleux[73])
- (…1329…) : Guillaume de la Porte[Note 10]
- (…1347…) : Jehan de Graignes[74]
- (…1353…) : Girart de Crépon († 1370)[Note 11]
- (…1390, 1403…) : Robert Blondel
- (…1405…) : Jehan Morel
- (…1414…) : Pierres de la Roque
- (1419-1426…) : Guillaume Girot[Note 12]
- (…1453…) : Jehan Letessier
- (…1446…) : Guillaume Osber († 1455).
- (…1470…) : Pierre Osber
- (…1491…) : Michel Corbin
- (…1528…) : Claude de Savoie[75]
- (…1549, 1559…) : Thomas Laguette[76],[Note 13]
- (…1566…) : Michel Corbin
- (…1583…) : Guillaume Vaultiert[Note 14]
- (…1601, 1621, 1627…) : Pierre Basant[Note 15]
- (…1641, 1644…) : Guillaume Basan,
- (…1662…) : Pierre Mangon du Houguet[Note 16]
- (…1693…) : Jacques Dursus[Note 17]
- (…1694…) : Jacques Lamachet[Note 18]
- (…?…) : Guercy de Venoixt[Note 19]

## Politique et administration

### Circonscriptions administratives avant la Révolution
La paroisse de Valognes relevait de la généralité de Caen, de l'élection de Valognes et de la sergenterie de Valognes.

### Administration municipale
| Période                                  | Période                        | Identité                                       | Étiquette    | Qualité |
| ---------------------------------------- | ------------------------------ | ---------------------------------------------- | ------------ | --- |
| 1788                                     | 1790                           | Jacques-Louis-Gabriel du Mesnildot             |              | Écuyer, comte du Mesnildot, seigneur de Marcambie, de la Porte et de Montfarville                                                                                         |
|                                          |                                |                                                |              | |
| 1852                                     | 1869                           | Jacques Félix Meslin                           |              | Général |
| 1869                                     | 1882                           | Louis Charles Joseph Le Vaillant de Folleville |              | Comte et fonctionnaire du ministère de l'Intérieur, premier adjoint au maire                                                                                              |
| 1892                                     | 1896                           | Lucien Oury                                    |              | Notaire |
| 1896                                     | 1919                           | Paul-Émile Mariette-Boisville                  |              | |
| 1919                                     | 1941                           | Auguste Poutas-Larue                           | Radical soc. | Avocat, destitué par le gouvernement de Vichy |
| 1941                                     | 1944                           | Henri Cornat                                   |              | Ingénieur électricien, nommé maire par le régime de Vichy en février 1941 et conseiller départemental en avril 1943, destitué en septembre 1944                           |
| 1944                                     | 1953                           | Jules Letourneur                               |              | Marchand de cycles, détaillant-grossiste, résistant et maire durant la reconstruction de Valognes                                                                         |
| mai 1953                                 | juin 1968 (décès)              | Henri Cornat                                   | CNIP puis RI | Ingénieur électricien puis administrateur d’EDF, sénateur de la Manche (1952-1968), conseiller général (1945-1968), président du conseil général de la Manche (1946-1968) |
| juillet 1968                             | mars 1977                      | Marcel Audouard                                |              | Boucher |
| mars 1977                                | mars 1983                      | Pierre Godefroy                                | RPR          | Journaliste, député de la 4e circonscription de la Manche (1958-1988), conseiller général (1968-1979)                                                                     |
| mars 1983                                | juin 1995                      | Anne Heinis                                    | UDF          | Inspectrice régionale d'action sociale, sénatrice de la Manche (1992-2001)                                                                                                |
| juin 1995                                | mars 2008                      | Fernand Leboyer                                | app. PCF     | Retraité |
| mars 2008                                | En cours (au 12 décembre 2017) | Jacques Coquelin                               | UMP-LR       | Cadre bancaire, conseiller départemental (depuis 2015), vice-président du conseil départemental de la Manche (depuis 2017)                                                |
| Les données manquantes sont à compléter. |                                |                                                |              | |

Le conseil municipal est composé de vingt-neuf membres dont le maire et six adjoints.

### Jumelages
- Wimborne Minster (Royaume-Uni) depuis 1968.
- Stolberg (Allemagne) depuis 1990.

## Population et société
Les habitants de la commune sont appelés les Valognais.

### Démographie
L'évolution du nombre d'habitants est connue à travers les recensements de la population effectués dans la commune depuis 1793. Pour les communes de moins de 10 000 habitants, une enquête de recensement portant sur toute la population est réalisée tous les cinq ans, les populations de référence des années intermédiaires étant quant à elles estimées par interpolation ou extrapolation. Pour la commune, le premier recensement exhaustif entrant dans le cadre du nouveau dispositif a été réalisé en 2008.
En 2022, la commune comptait 6 896 habitants, en évolution de +1,73 % par rapport à 2016 (Manche : −0,31 %, France hors Mayotte : +2,11 %).
Valognes a compté jusqu'à 7 537 habitants en 1999.
| 1793  | 1800  | 1806  | 1821  | 1831  | 1836  | 1841  | 1846  | 1851  |
| ----- | ----- | ----- | ----- | ----- | ----- | ----- | ----- | ----- |
| 6 978 | 6 770 | 7 012 | 6 858 | 6 940 | 6 655 | 6 445 | 6 379 | 6 072 |

| 1856  | 1861  | 1866  | 1872  | 1876  | 1881  | 1886  | 1891  | 1896  |
| ----- | ----- | ----- | ----- | ----- | ----- | ----- | ----- | ----- |
| 5 702 | 5 812 | 5 406 | 5 584 | 5 831 | 5 782 | 5 718 | 5 791 | 6 006 |

| 1901  | 1906  | 1911  | 1921  | 1926  | 1931  | 1936  | 1946  | 1954  |
| ----- | ----- | ----- | ----- | ----- | ----- | ----- | ----- | ----- |
| 5 963 | 5 746 | 5 649 | 4 894 | 5 033 | 4 893 | 4 989 | 4 357 | 4 766 |

| 1962  | 1968  | 1975  | 1982  | 1990  | 1999  | 2006  | 2008  | 2013  |
| ----- | ----- | ----- | ----- | ----- | ----- | ----- | ----- | ----- |
| 5 481 | 5 932 | 5 871 | 6 727 | 7 412 | 7 537 | 7 274 | 7 196 | 6 807 |

| 2018  | 2022  | - | - | - | - | - | - | - |
| ----- | ----- | - | - | - | - | - | - | - |
| 6 827 | 6 896 | - | - | - | - | - | - | - |

### Sports et loisirs
L'Association sportive de Valognes Football fait évoluer une équipe masculine et une féminine de football en ligue de Basse-Normandie et deux autres masculines en divisions de district.
La Valognaise HandBall fait évoluer des équipes masculines et féminines au premier niveau départemental.
Le Rugby Club de Valognes fait évoluer une équipe en 1re / 2e série[réf. nécessaire].
La 2e étape du Tour de France 1919 a emprunté le territoire de la commune.

## Économie

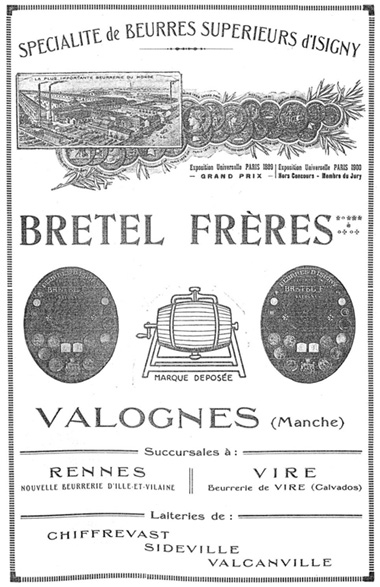
Publicité pour les beurres Bretel Frères à Valognes.

- Zone d’activités d’Armanville.
- Deux stations d’épuration.

## Culture locale et patrimoine
À la suite de la création du pays d'art et d'histoire du Clos du Cotentin en 2001, Valognes bénéficie avec Bricquebec et Saint-Sauveur-le-Vicomte du label Villes et Pays d'art et d'histoire accordé par le ministère de la Culture.
La commune est une ville fleurie (trois fleurs) au concours des villes et villages fleuris.

### Patrimoine bâti
Valognes conserve sur son territoire quelques vestiges de l'antique cité d'Alauna, notamment les thermes et le théâtre, dont les pierres furent réutilisées par les habitants. Le site archéologique est étudié et mis en valeur par l'association Agglomération antique d'Alauna.

#### Monuments religieux
- Ancienne abbaye bénédictine royale Notre-Dame-de-Protection du XVIIe siècle protégée au titre des monuments historiques[90], transformée en hôpital, depuis la Révolution française, et intégré depuis 2006 au Centre hospitalier public du Cotentin.
- Abbaye Notre-Dame-de-Protection du XVIIe siècle, rue des Capucins (ancien couvent des capucins). Les sœurs chassées de leur abbaye se réinstallèrent en 1810, dans l'ancien couvent des Capucins, nommé depuis abbaye Notre-Dame-de-Protection, avec notamment l'appui de Raymond de Saint-Maurice († 1823) qui contribua à la restauration du couvent de la communauté des bénédictines[91]. Il abrite un retable monumental du XVIIe avec une Nativité peinte par Laurent de La Hyre[92].
- Les églises paroissiales, Saint-Malo de Valognes des XVe, XVIe – XXe siècles, restaurée de 1954 à 1964, et Notre-Dame d'Alleaume des XIVe – XVIIIe siècles, sont protégées au titre des monuments historiques[93].
- La chapelle de la Victoire, qui abrite une Vierge à l'Enfant en pierre.
- Le couvent des Franciscaines.
- L'ancien hôtel Dieu, qui abrita l'hôpital de Valognes de 1499 à la fin du XVIIe siècle[94].
- L'hôpital Sainte-Marthe : construit à partir de 1690[95], afin de remplacer l'hôtel Dieu, il servit jusqu'en 1803, remplacé à son tour par l'hôpital actuel installé dans l'ancien couvent des Bénédictines. Il en subsiste des vestiges, non visibles, sous la cour des services techniques de la ville à -7 mètres de profondeur. On peut y accéder par un puits de 8 mètres de profondeur donnant accès à un début d'escalier. Son enfouissement est dû à la réalisation de la route, en 1789, Valognes-Bricquebec, et le réemploi des pierres du château médiéval qui servirent de remblai dans le quartier qui entoure l'actuelle bibliothèque.
- L'ancien manoir L'Évêque, possession depuis le XIe siècle de l'évêque de Coutances, est décrit en 1440 dans un devis de la mense épiscopale. Sur ses ruines fut bâti le séminaire, puis collège des Eudistes et aujourd'hui lycée Henri-Cornat[56]. Au fronton de cet ancien manoir, que l'abbé François de La Luthumière (1617-1699), transforma, en 1655, en séminaire, figurent les blasons de ses parents, François Le Tellier de La Luthumière : d'argent à la croix de gueules cantonnée de quatre lionceaux de sable et Charlotte du Bec-Crespin : fuselé d'argent et de gueules, surmonté d'une couronne de baron ou « tortil »[96]. L'enclos appelé « Manoir l'Évêque », avait été donné en 1056, par Guillaume le Bâtard aux Évêques de Coutances.
- Ruines de la chapelle Saint-Marc près du manoir du Quesnay, dont le seigneur est le patron[97].

#### Monuments civils
- Le palais de justice : construit en 1834, à l'emplacement de l'ancien hôpital, il arbore en façade de beaux piliers corinthiens avec une fine ornementation ciselées[98].
- Les hôtels particuliers : sur les cinquante hôtels que comptait la ville qui lui a valu le surnom de « Versailles normand », il en reste encore une quinzaine qui ont survécu aux destructions liées à la bataille de Normandie. Parmi eux se trouvent :l'hôtel de Beaumont (XVIIIe siècle) et ses jardins, construit par la famille Jallot, seigneurs de Beaumont, classé au titre des monuments historiques, l'hôtel de Grandval-Caligny (XVIIe – XVIIIe siècles), demeure de Jules Barbey d'Aurevilly entre 1872 et 1887, l'hôtel de Thieuville (XVIIe – XIXe siècles), qui abrite le musée de l'eau de vie et des vieux métiers, l'hôtel de Blangy (XVIIIe siècle), l'hôtel Anneville du Vast, l'hôtel de Carmesnil qui fut la possession des familles Le Vaillant de Folleville et de Beausse, dont les jardins s'étendaient autrefois jusqu'au square de Winborne avant le percement de la rue Thiers (aujourd'hui rue Henri-Cornat) perpendiculaire à sa façade, l'hôtel Dorléans et l'hôtel de Camprond, l'Hôtel de Touffreville, rue de Wéléat, dont la façade indique une construction du règne de Louis XIV, l'hôtel Pelée de Varennes, rue de Poterie, l'hôtel du Poerier de Portbail où mourut en 1864 la veuve d'Alexis de Tocqueville, avec à l'intérieur son escalier à double révolution, l'hôtel de Chantore, rue des Capucines, l'hôtel de Chivré avec sa tourelle en forme d'observatoire, l'hôtel du Mesnildot (XVIe siècle). À ces hôtels particuliers protégés, s'ajoute l'hôtel du Louvre, ancien relais de poste, également inscrit, et l'hôtel Sivard-de-Beaulieu (XVIIIe siècle) avec sa chapelle moderne, érigé vers 1782 par Charles Sivard de Beaulieu, lieutenant général du bailliage de Cotentin, qui eut maille à partir, sous la Terreur, avec le conventionnel Le Carpentier, avant d'accueillir les sœurs carmélites anglaises à partir de 1830, puis les sœurs du Refuge de Caen en 1871. Bombardé en juin 1944, il est devenu en 1995, la propriété de l'association l'Espérance, qui a mis en vente le complexe en 2016[Passage à actualiser].

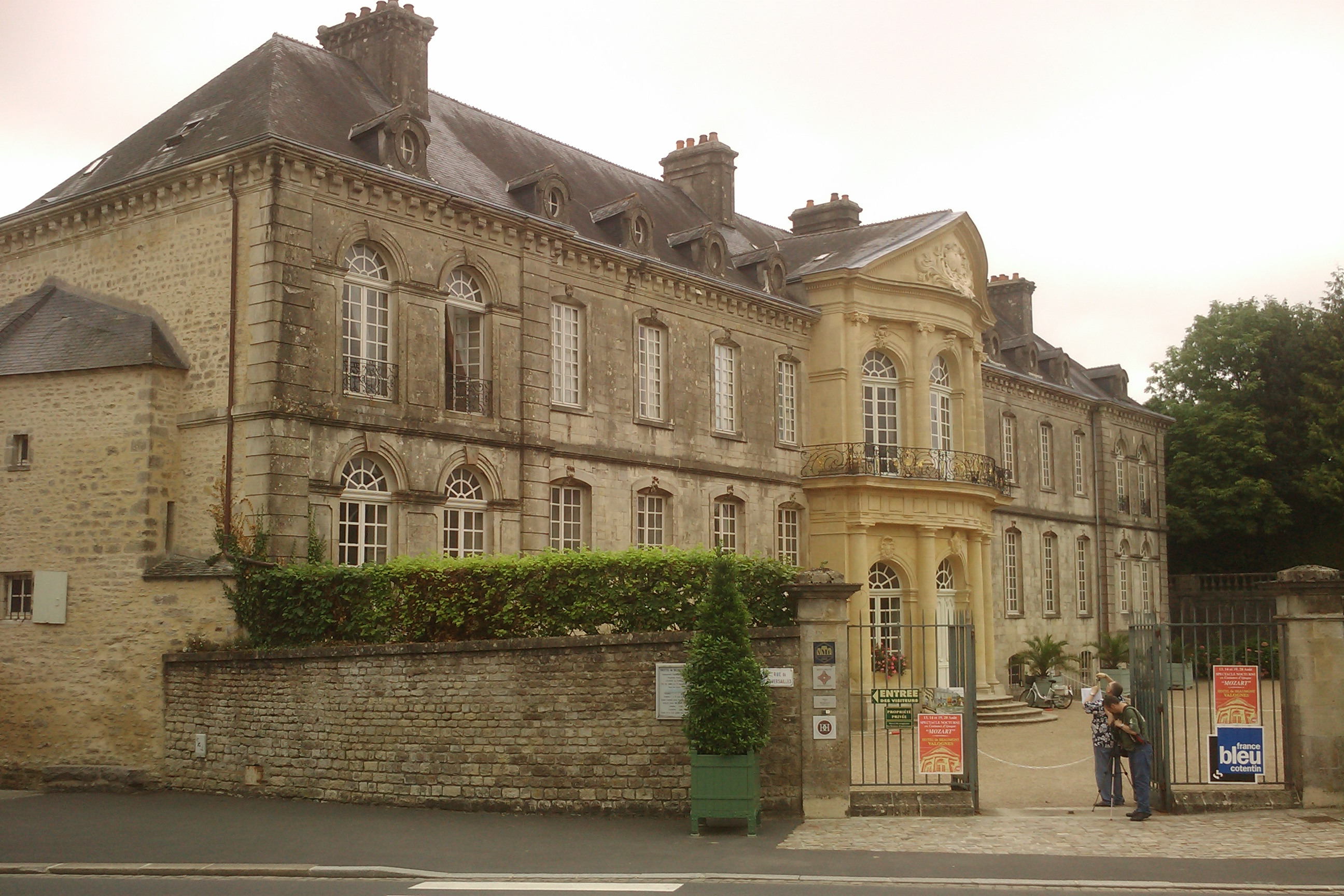
Hôtel de Beaumont.
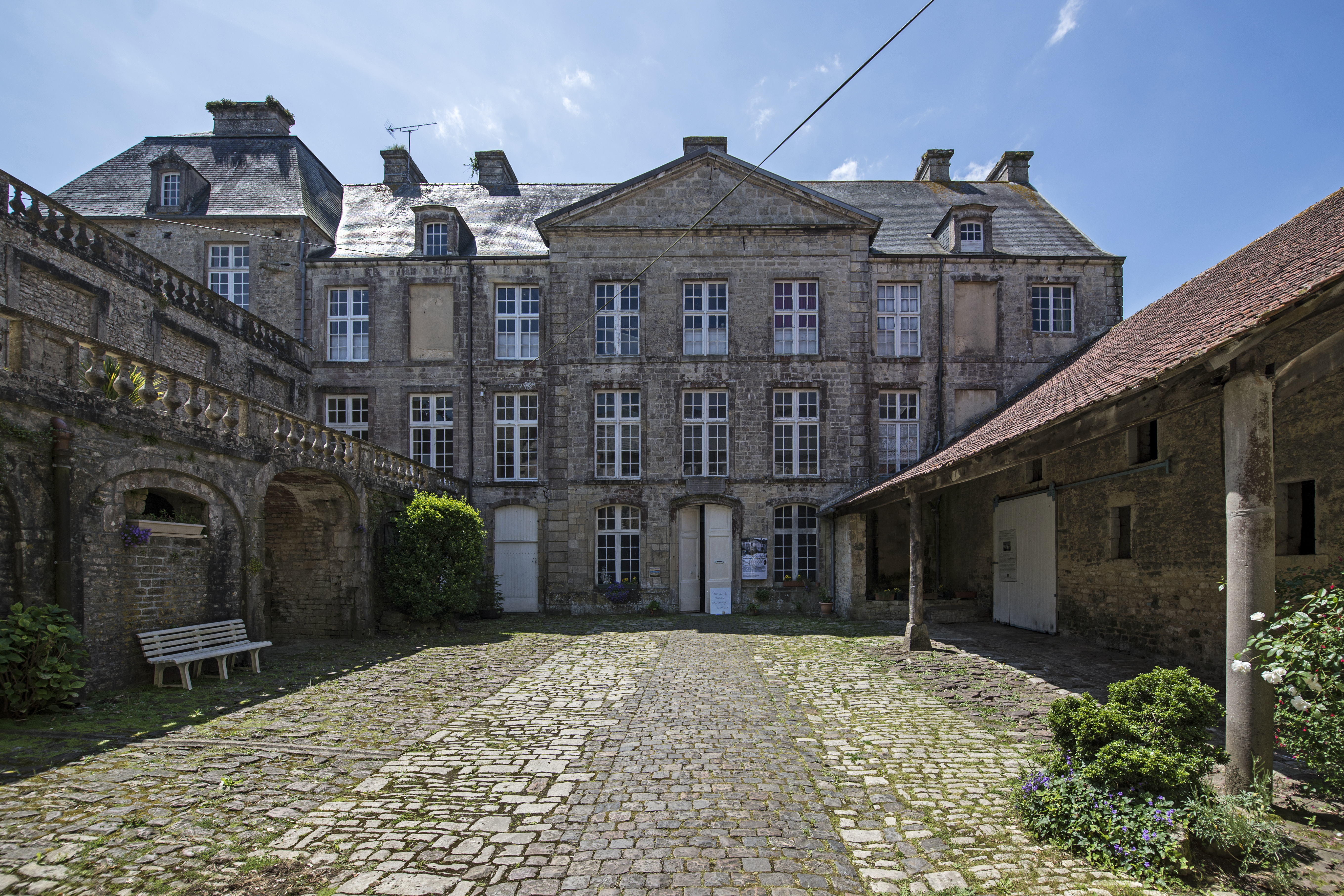
Hôtel de Grandval-Caligny.
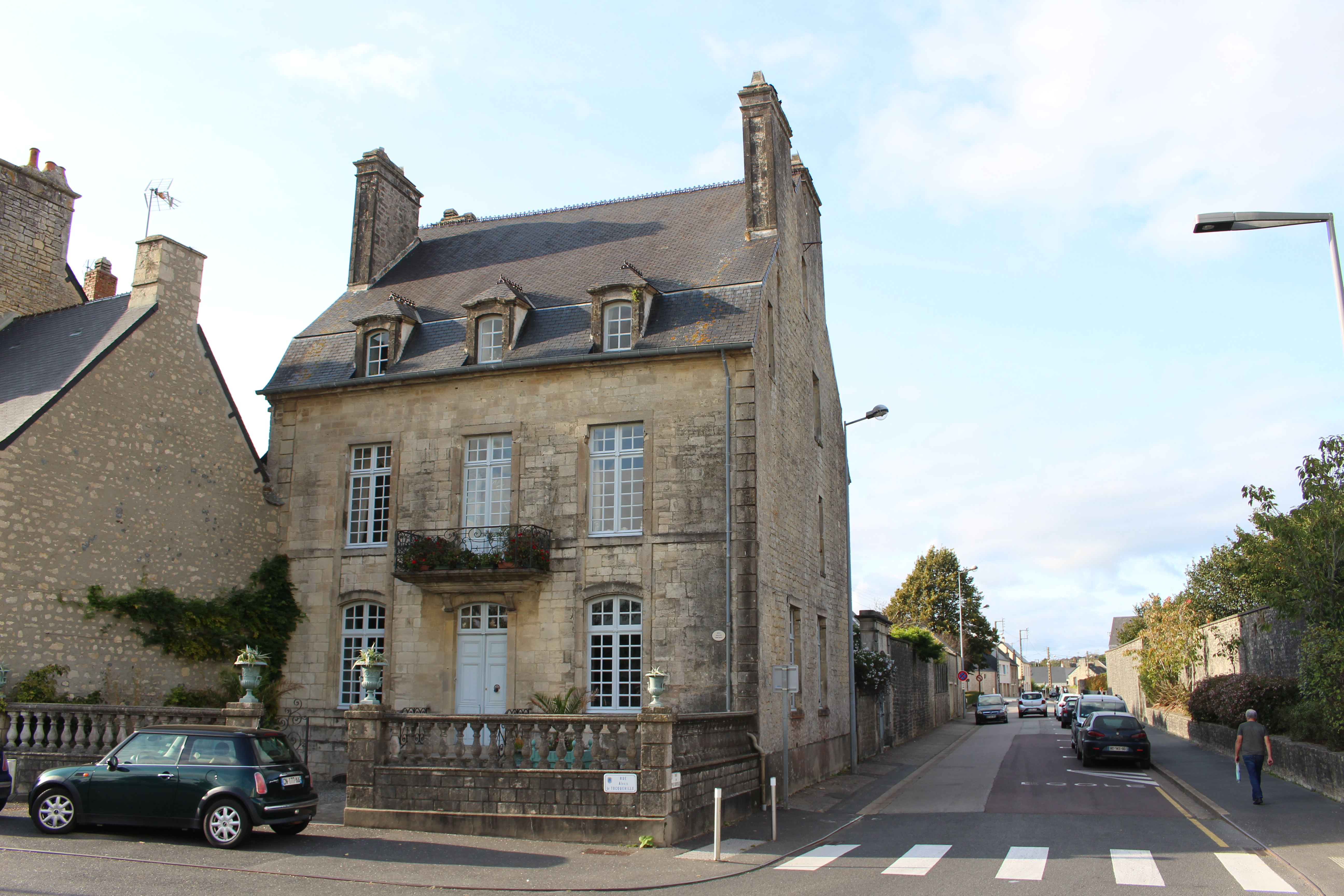
Hôtel Dorléans.

- Le manoir de Savigny, hôtel 3 étoiles. Il date du XVIe siècle.
- La Parcheminerie, ancienne maison forte du XVe siècle, siège de la maison du patrimoine.
- La maison du Grand Quartier (XVe siècle), qui abrite le musée régional du cidre.
- Le manoir du Haut-Gallion, ayant appartenu à Claude Coysevox, fille du sculpteur Antoine Coysevox puis à la famille Mesnil de Valcanville.
- Le manoir du Quesnay à 1,5 km au sud, au bord du ruisseau Saint-Pierre[99]. Le manoir et le domaine qui en dépendait est déjà cité au XIIIe siècle dans le Registre des fiefs de Philippe Auguste rédigé entre 1204 et 1212[100] : « le Seigneur de « Gestenio » tient du Roi le Quesnay par le service d'un soldat, mais la dixième partie de ce fief est dans les îles ». Dès le XIIIe siècle, le fief était un « plein fief de haubert », et son possesseur présumé noble devait se présenter en personne devant le Roi, pour le servir à la guerre muni de son haubert[97]. Le domaine comprenait une partie non fieffé, tenu en propriété et exploitation directe, situé sur Valognes et Lieusaint, et une partie fieffé, appartenant au seigneur mais exploité par des tenants, dont les mouvances se répartissaient dans les paroisses de Valognes, Alleaume (fief Lempereur, tenu par Jeanne Auvray ; vavassourie Mausol, tenue par en 1462 par Jean Lemarotel, en 1480 par Pierre et en 1496 par Jeanne ; vavassourie Pierre Mauquest, tenue en 1414 par Jean Turgis, par Lepron en 1420, par Lemaître en 1469 et en 1488 par son fils Jean), Lieusaint, Saint-Germain-de-Tournebut, Huberville (Vavassourie Philippe Lechevalier, tenue par Jacques Vauvray), Englesqueville (Lestre), Saint-Cyr, Sortosville, Morville, Rauville-la-Bigot, Colomby, Saussemesnil (Vavassourie de La Motte, tenue par un Lepoitevin et plus tard par Guillaume Mary), Saint-Germain-des-Vaux, Jobourg, Digulleville, Flottemanville-Hague et Sainte-Mère-Église, et également pour 1⁄10 à Jersey[97].

En 1238, Lucie du Quesnay, fille de Pierre, donne à l'abbaye du Vœu tout le revenu qu'elle avait dans le manoir, tenu d'elle par Raoul Mauchaël. Charles V donna la terre du Quesnay à Eudes Le Bouteiller. Le Cotentin ayant été donné à la suite du traité de Mantes à Charles II, roi de Navarre, celui-ci concède alors le fief du Quesnay à son capitaine, Ferrando d'Ayenz, devenu en 1375 gouverneur des terres du roi de Navarre, en Normandie. Le 26 avril 1378, Valognes se soumet au roi de France, et le fief est confisqué au dit d'Ayenz, et Jean Le Bouteiller, fils et héritier de son père Eudes, en reprend possession. Charles VI confirma la donation faite par Charles V à son père. En 1380, c'est un Briand Costard qui rend aveu au roi du fief. Celui-ci l'échangera, quelques années plus tard, et ceci avant 1401, avec Jacques de Folligny. Un Jean de Folligny est, en 1480, seigneur du lieu, et vers 1465-1504, c'est Richard de Folligny qui est cité comme seigneur du lieu et de Fresville. En 1553, Jehan de Folligny vend le Quesnay. Vers 1420, le fief est la possession des Anglais qui occupent toute la région. En 1433, c'est Jean Rotolaine qui est seigneur du Quesnay.
C'est en ce lieu que le 11 juin 1562, les seigneurs d'Houesville et de Cosqueville ainsi qu'un bourgeois nommé Jean Guiffard, furent massacrés par des protestants.
En 1567, Robert Potier, écuyer, sieur du Quesnay, est taxé pour ce fief de 24 livres dans le rôle des nobles et roturiers, au titre du ban et de l'arrière ban de la vicomté de Coutances, réalisé par Gilles Dancel, seigneur d'Audouville, lieutenant général du bailli de Cotentin, tenu à Coutances les 20-22 octobre.
Le fief du Quesnay à Valognes, qui était un plein fief de haubert tenu du roi sous la vicomté de Valognes, avait des extensions à Lieusaint, Alleaume, Saint-Germain-de-Tournebut, Huberville, Englesqueville, Saint-Cyr, Sortosville, Négreville, Rauville-la-Bigot, Colomby, Saussemesnil, Saint-Germain-des-Vaux, Jobourg, Flottemanville-Hague, Sainte-Mère-Église, Picauville, Jersey et Guernesey.
- La ferme du Taillis à Alleaume (fin XVIe siècle) : on peut voir au-dessus de la porte des armoiries, dont l'écu endommagé ou bûché surmonté d'un casque morné (visière abaissé) et tourné à dextre signe de nouvel anobli, avec des lambrequins traités en volutes de feuillages, sur lequel on devine les armes de la famille de Fortescu : d'argent à trois bandes d'azur. En 1661, Tanneguy de Fortescu, sieur du Taillis, épouse Marie du Ruel[104].

Monuments disparus
- Le château de Valognes, dont il ne reste aucune trace visible. À l'origine, manoir ducal attesté en 1026, fortifié par Charles II de Navarre, allié des Anglais, lors de la guerre de Cent Ans. Il sera démantelé sur ordre de Louvois à partir de janvier 1689.
- Le couvent des cordeliers. C'est dans l'église du couvent que sera inhumé Jean II de Ravalet, abbé de Hambye, après avoir été exhumé du Rozel, où il était décédé le 24 février 1604[64]. Le couvent sera vendu comme bien national, avant d'être détruit[105].

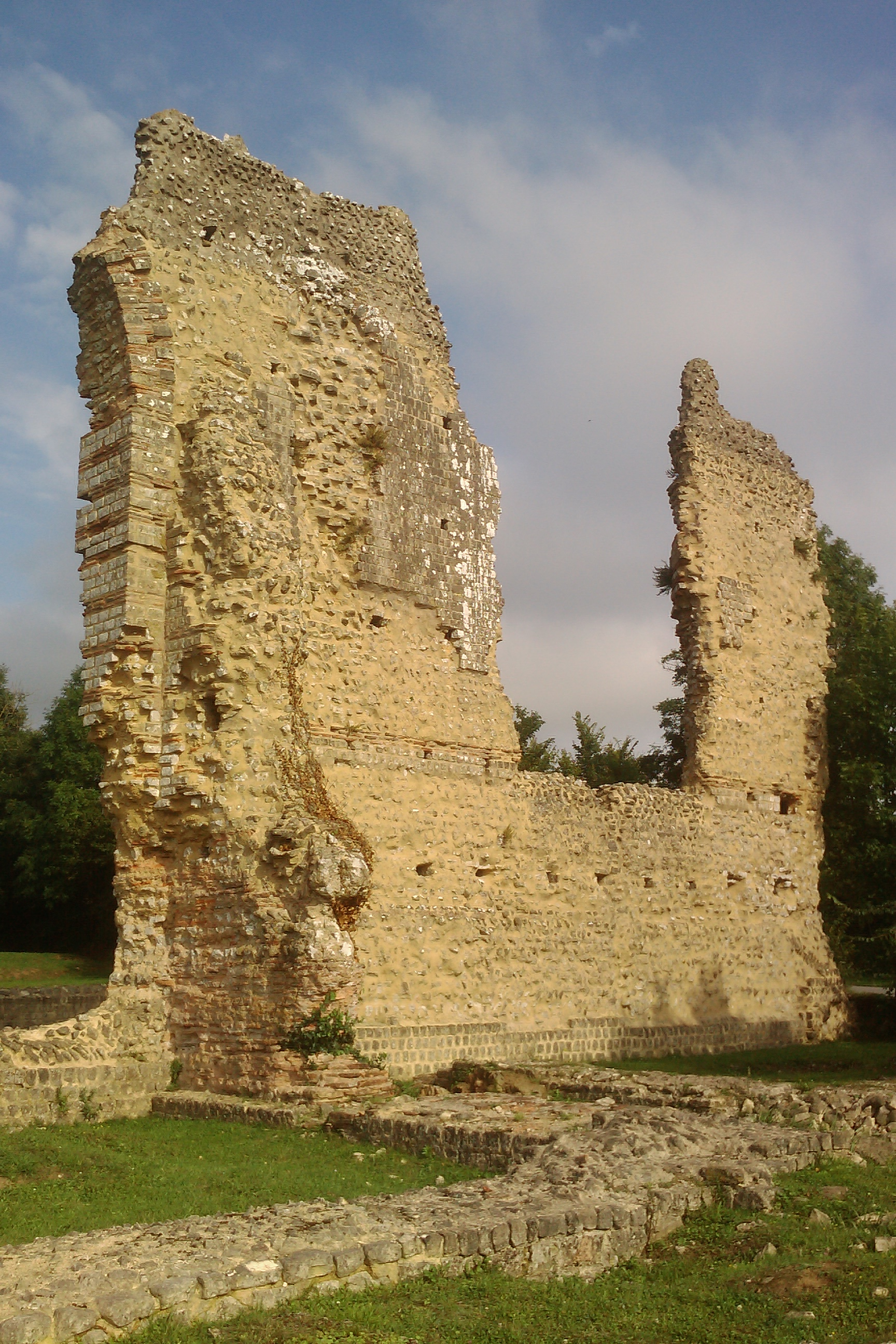
Les thermes antiques d'Alauna.
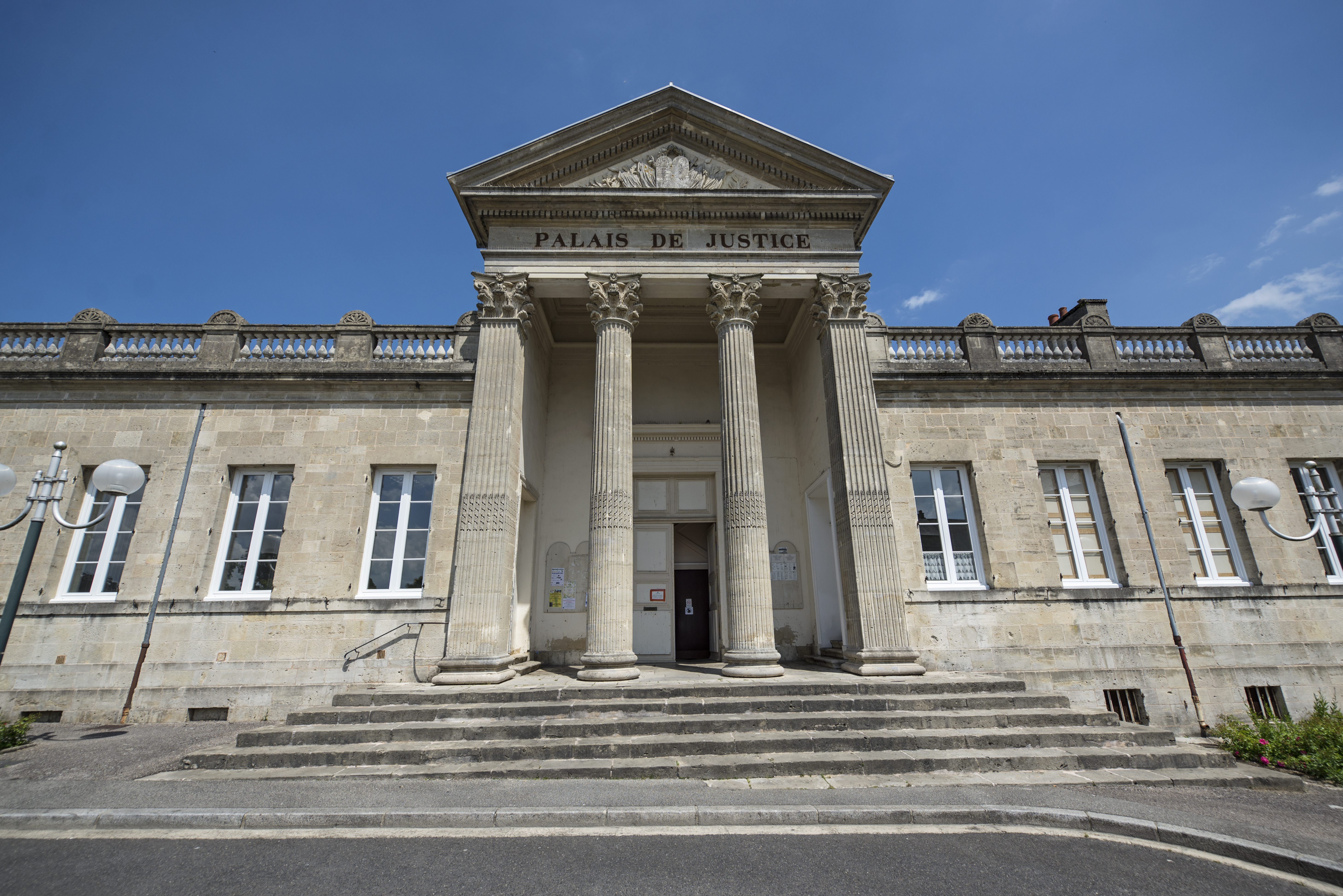
Le palais de justice.
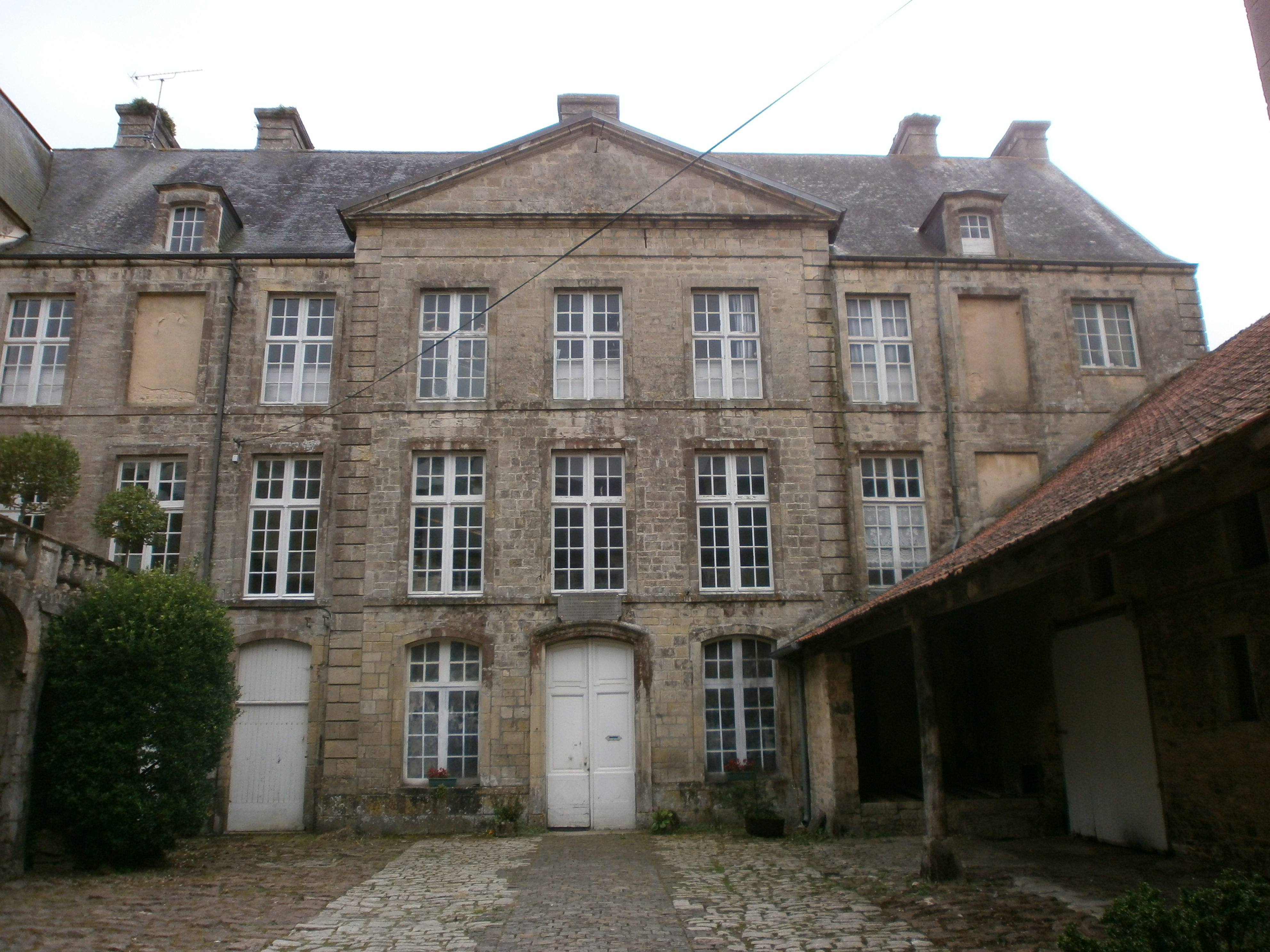
L'hôtel Grandval-Caligny.
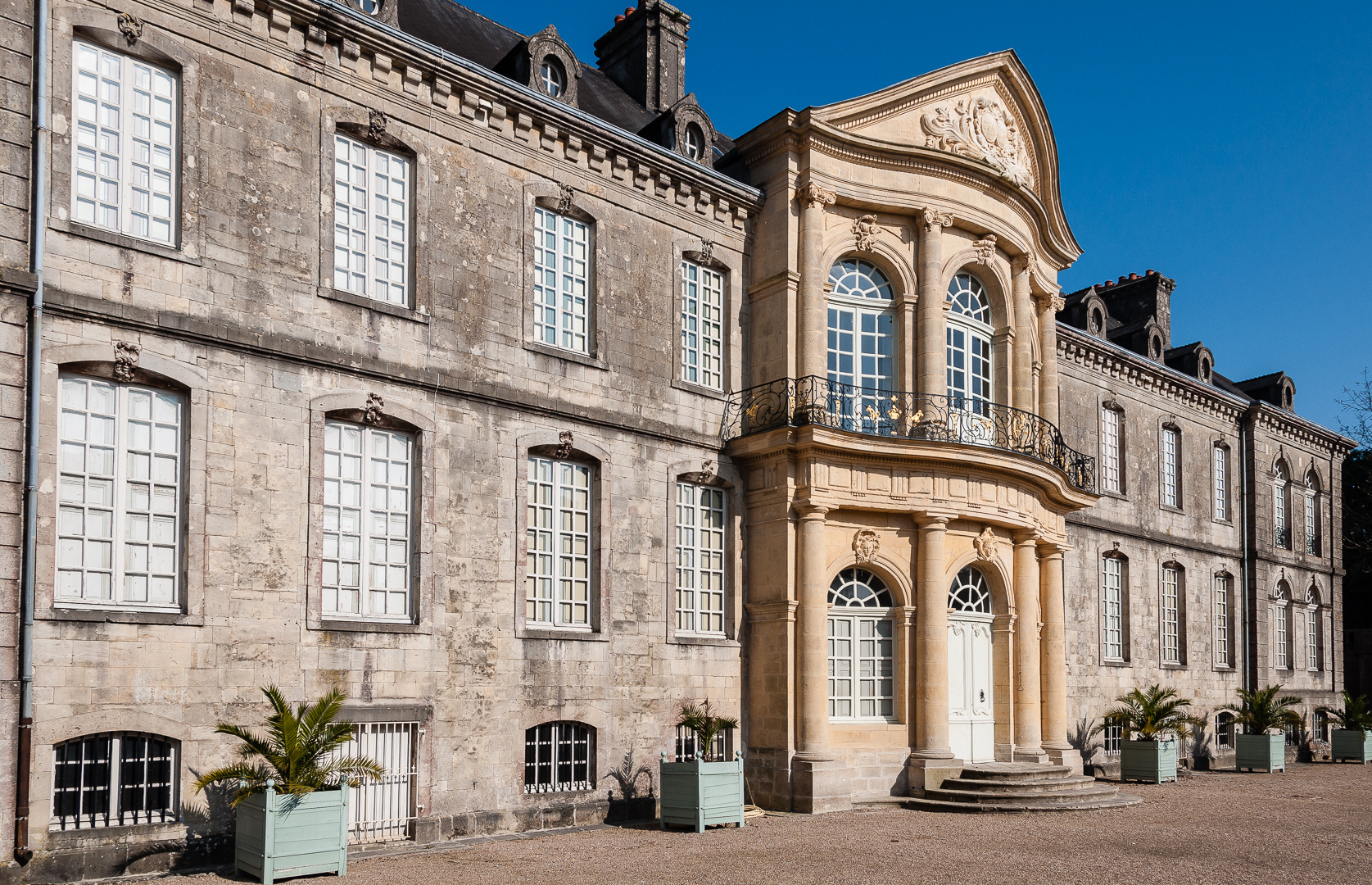
L'hôtel de Beaumont.
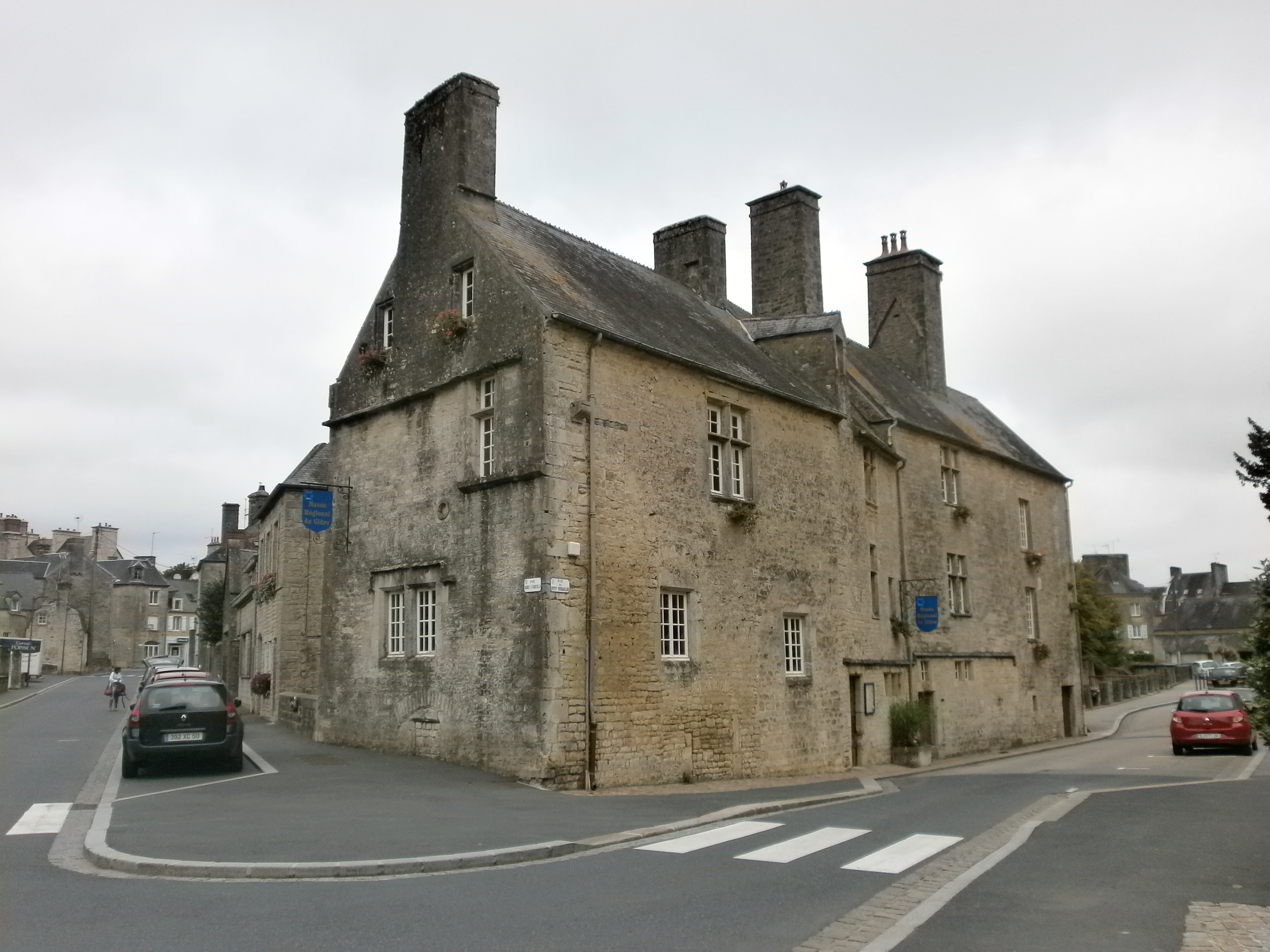
La maison du Grand-Quartier, musée du cidre.
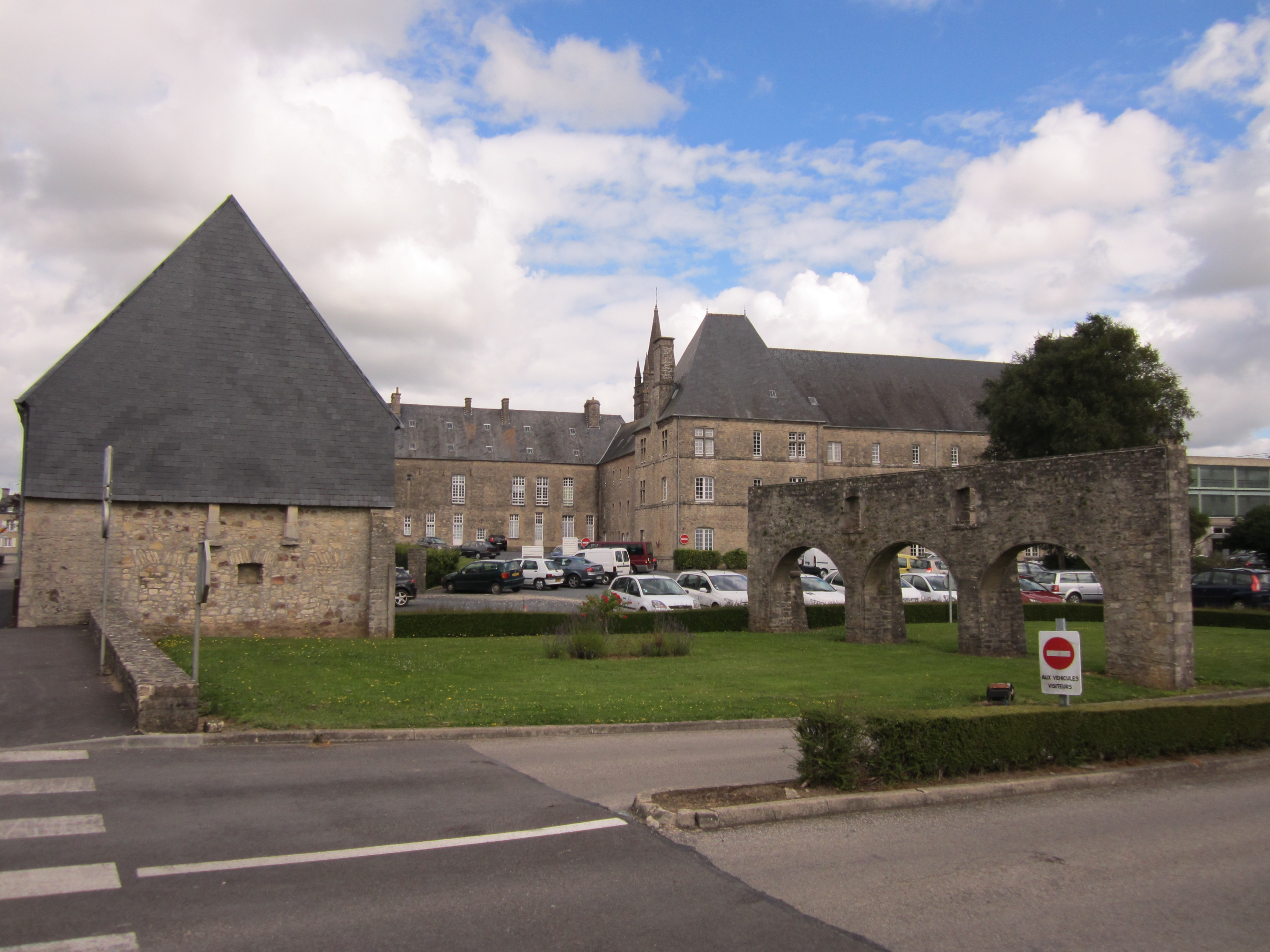
L'hôpital, ancienne abbaye Notre-Dame-de-la-Protection.

### Patrimoine culturel
Valognes a abrité plusieurs artistes qui ont placé la ville au cœur de leurs œuvres. Ainsi, en peinture, Félix Buhot a représenté plusieurs lieux valognais, tel que Nocturne à l’entrée de l’église de Valognes (vers 1872).
Jules Barbey d'Aurevilly a placé plusieurs de ses intrigues à Valognes. Honoré de Balzac fait référence à la beauté des femmes de Valognes dans Les Chouans. L’héroïne d'Au Bonheur des Dames d'Émile Zola, Denise Baudu, est originaire de Valognes. Éric-Emmanuel Schmitt, qui a été professeur agrégé de philosophie au lycée Alexis-de-Tocqueville de Cherbourg, a publié La Nuit de Valognes en 1991 et Didier Daeninckx situe à Valognes, rebaptisée Corneville, une aventure de l’enquêteur « Le Poulpe », La Route du Rom (Le Poulpe, 2003).

#### Musées et bibliothèque
La ville dispose de deux musées consacrés l’un au cidre et l’autre au calvados.
- Musée de l’eau de vie et des vieux métiers, rue Pelouze, dans l'hôtel de Thieuville.
- Musée régional du cidre, rue du Petit-Versailles, dans la maison du Grand Quartier.
- Médiathèque municipale Jullien-de-Laillier installée dans les anciennes halles à grains (XIXe siècle) : avec une section sur la Manche et la Normandie, 24 000 volumes pour le fonds ancien, 220 manuscrits, 205 incunables. Elle s’est enrichie, à la Révolution, avec la confiscation des bibliothèques des couvents et du séminaire de Valognes[108]. Elle abrite dans son sous sol, l'autel du Ham et un sarcophage daté du VIIe siècle provenant du cimetière de Lieusaint. La cuve, en calcaire de Sainteny, mesure 1,90 mètre de large. Une grosse pierre de remploi, probablement une demi-base de colonne romaine gravée avec le nom de la défunte SUNNOVIRA disposé en tête du cercueil[109].

### Personnalités liées à la commune

#### Nées à Valognes
- André Aubry (1931-), homme politique français, sénateur-maire d'Antony.
- Pierre-François de Beaudrap (1742-1823), militaire et homme politique français, député.
- François-Gabriel Bertrand (1797-1875), homme politique, maire de Caen.
- Camille Blaisot (1881-1945), homme politique français, ministre de la Santé publique et des Sports, déporté et mort dans le camp de concentration de Dachau.
- Prudence Boissière (1806-1885), lexicographe, auteur du Dictionnaire analogique de la langue française.
- Sébastien Joseph Boulatignier (1805-1895), homme politique.
- Jacques Bravo (1943-), homme politique français, maire du IXe arrondissement de Paris et président de la commission des finances du Conseil de Paris.
- Félix Buhot (1847-1898), peintre, aquafortiste et illustrateur, entre autres, des œuvres de Jules Barbey d'Aurevilly.
- Émile-Louis Burnouf (1821-1907) indologue et helléniste français, cousin d’Eugène Burnouf.
- Anthony Caillot (1908-1994), évêque catholique français, évêque d'Évreux.
- Louis-Rolland Hüe de Caligny (1677-1748), ingénieur militaire français.
- Charles Canivet (1839-1911), chroniqueur, poète sous le nom de Jean de Nivelle.
- Bon-Joseph Dacier (1742-1833), historien, philologue, traducteur helléniste, dirigeant de la BnF et membre de l'Académie française.
- François-Augustin Delamare (1800 - Auch, 1871), archéologue, évêque de Luçon puis archevêque d'Auch.
- Anthony Delaplace (1989-), coureur cycliste.
- Cédric Delaplace (1992-), coureur cycliste.
- Léopold Delisle (1826-1910), chartiste, administrateur général de la Bibliothèque nationale de France.
- Jean-Luc Dogon (1967-), footballeur.
- Georges Duval (1772-1853), dramaturge.
- André Fauvel (1902-1983), évêque catholique français, évêque de Quimper et Léon.
- Flavie Flament (1974-), animatrice de télévision.
- Xavier de Florian (1850-1931), diplomate.
- Frédéric Guilbert (1994-), footballeur professionnel.
- Pierre Charles François Hubert (1762-1829), homme politique français, représentant à la Chambre des Cent-Jours.
- Christine Kerdellant (1960-), journaliste et écrivain française.
- Édouard Le Héricher (1812-1890), archéologue et philologue.
- Alfred Léon Le Poittevin (1854-1923), professeur de droit.
- Gustave Le Rouge (1867-1938), écrivain et journaliste.
- Pierre Le Tourneur (1737-1788), traducteur, entre autres, de Shakespeare.
- Félix Lebuhotel (1932-2008), coureur cycliste.
- Jean-Gabriel Legendre (?-1770), ingénieur.
- Paul Legentilhomme (1884-1975), général d’armée.
- Arnauld Lucas (1971-), footballeur et entraîneur français.
- Édouard Hyacinthe Lucas (1827-1888), général d’armée.
- Léon Alexandre Marcotte (1824-1887), ébéniste et architecte d’intérieur.
- Henri Jean Baptiste de Marguerye (1783-1841), militaire né à Valognes
- Guillaume Mauquest de La Motte (1655-1737), chirurgien.
- Édélestand du Méril (1801-1870), philologue, paléographe.
- William Mocquet (1983-), footballeur français.
- Alfred Noël (1883-1918), poète.
- Théophile-Jules Pelouze (1807-1867), chimiste, membre de l’Académie des Sciences.
- Jean Louis Christophe Régnier (1742-1802), général de brigade de la Révolution française.
- Auguste Sébire (1807-1895), homme politique français.
- Antoine Sivard de Beaulieu (1767-1826), personnalité politique.
- Julien Travers (1802-1888), journaliste, critique et homme de lettres français.
- Félix Vicq d'Azyr (1748-1794), médecin, anatomiste et naturaliste ; considéré comme le fondateur de l'anatomie comparée.
- Jean Villault-Duchesnois (1870-1944), homme politique français, député et sénateur.
- Emmanuel Villedieu (1919-1980), homme politique français, maire de La Cambe, député.

#### Autres
- Jules Barbey d'Aurevilly (Saint-Sauveur-le-Vicomte, 1808 - Paris, 1889), écrivain. Il a résidé dans la ville, à l’hôtel de Grandval-Caligny, et y a situé un certain nombre de ses récits.
- Bon Chrétien de Bricqueville (Bretteville, 1726 - Valognes, 1803), officier de marine.
- Guillaume le Conquérant (vers 1027-1087), qui y trouva refuge.
- Henri Cornat (1903-1968), homme politique français, sénateur-maire de Valognes.
- Jean Charles Richard Dancel (1761-1836), curé de Valognes de 1805 à 1827.
- André Dhôtel (Attigny (Ardennes), 1900 - Paris, 1991), écrivain, professeur au collège en 1938.
- Charles de Gerville (1769-1863 à Valognes), érudit, historien, naturaliste et archéologue.
- Anne Heinis (1933-2009), femme politique française, sénatrice-maire de Valognes.
- Jean-Baptiste Le Carpentier (1759-1829), révolutionnaire, y a passé une partie de sa vie.
- Guillaume Le Cervoisier (1527-1562), martyr déclaré bienheureux, à la suite de son assassinat dans le couvent des Cordeliers de Valognes lors de la première guerre de Religion[44].
- Victor Levasseur (1772 - Valognes, 1811), général des armées de la République et de l'Empire.
- Raphaël de Lozon (1731-1771 à Valognes), architecte français. Il construisit l'hôtel de Beaumont à Valognes.
- Jacques Félix Meslin (1785 - Valognes, 1872), général français, maire de Valognes.
- Armand Royer (1842-1910), violoniste, professeur de musique et aquarelliste, ami de Jules Barbey d'Aurevilly, a exercé à Valognes.
- Alexis de Tocqueville (Verneuil-sur-Seine, 1805 - Cannes, 1859), penseur politique, historien, député de la Manche (Valognes) de 1839 à 1851.

### Héraldique

Ancien blason.

| Blason de Valognes | Blason  | D'azur au lynx courant d'argent, surmonté de deux épis de blé d'or passés en sautoir, accosté de deux autres épis de blé du même posés en pal.    |
| Blason de Valognes | Détails | Sous le Premier Empire, le blason de Valognes était identique, Napoléon Ier ayant ajouté simplement un franc canton des villes de seconde classe. |